# Charles Chaillé-Long

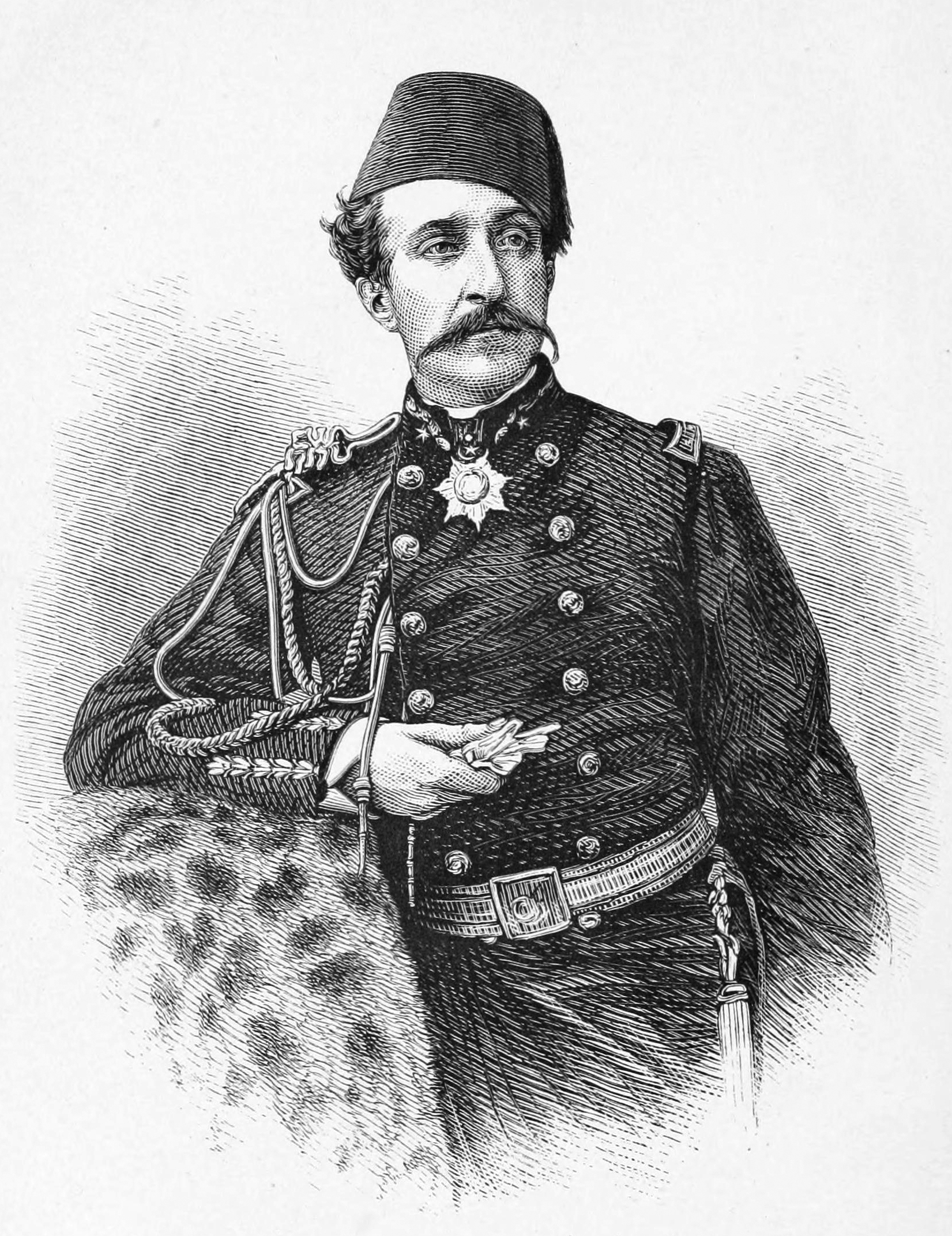
Charles Chaillé-Long

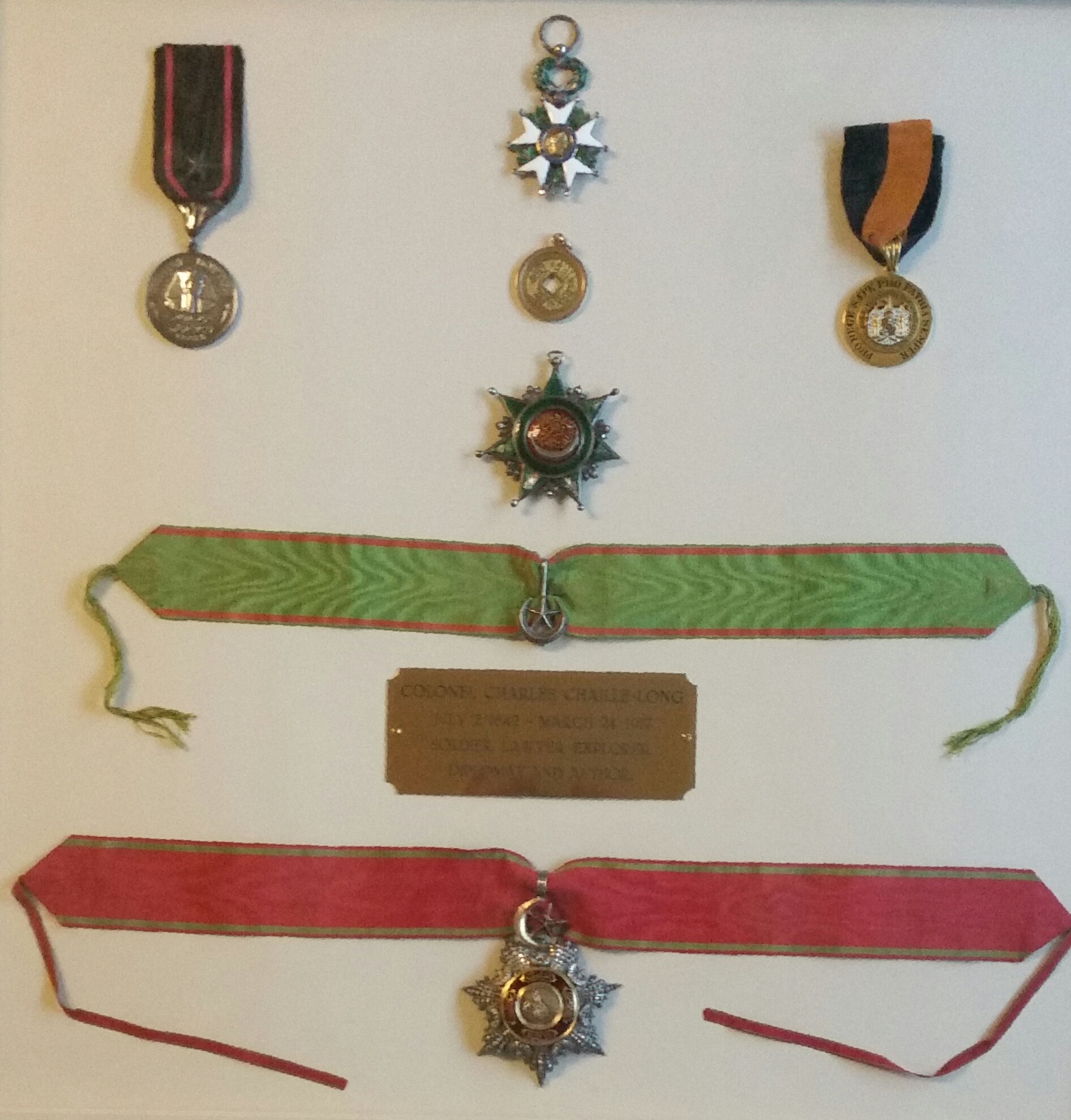
Orden von Charles Chaillé-Long

Charles R. W. Chaillé-Long Bey (Charles R. W. Long (Geburtsname)) (geboren am 2. Juli 1842 in Princess Anne (Maryland); gestorben am 24. März 1917 in Virginia Beach) war ein US-amerikanischer Offizier in ägyptischen Diensten und Forschungsreisender. Bekanntheit erlangte er durch seine Erkundung des oberen Nilbeckens, wodurch er die Kenntnisse über die Quellen des Nils erweiterte.
Chaillé-Long war ein Nachkomme von Pierre Chaillé, einem Hugenotten, der Ende des 17. Jahrhunderts in den Vereinigten Staaten (USA) einwanderte. Als der Amerikanische Bürgerkrieg begann, brach er sein Studium an der Washington Academy in Maryland ab und wurde Soldat auf Seiten der Nordstaaten. Von 1866 bis 1869 arbeitete er in New York bei einem Handelsunternehmen und betätigte sich nebenbei als Journalist. Vergeblich bemühte er sich um eine Verpflichtung bei der Französischen Armee und trat stattdessen im März 1870 in die Ägyptische Armee ein und wurde im Rang eines Oberstleutnants Stabsoffizier. Im selben Jahr ließ er seinen Namen durch die Hinzufügung des Patronyms Chaillé ändern. Zunächst im Generalstab in Kairo tätig wurde er 1874 dem zum Gouverneur der Provinz Äquatoria berufenen Charles Gordon als Stabschef zugeteilt, der ihn im selben Jahr nach Uganda entsendete mit dem Auftrag die Region auszukundschaften und mit Mutesa I., König von Buganda, diplomatische Beziehungen aufzubauen. Dabei erkundete er eine noch unbekannte Region um den Viktoriasee und entdeckte den Kyogasee, den er nach Ibrahim Pascha Ibrahim-See benannte. Für seine Uganda-Mission wurde Chaillé-Long vom ägyptischen Herrscher, Ismail Pascha, mit dem Mecidiye-Orden ausgezeichnet und zum Oberst befördert, wodurch er den Titel eines Bey erhielt. In Anerkennung der Forschungsleistung zur Erweiterung der Kenntnisse über die Quellen des Nils wurde ihm 1910 von der American Geographical Society der Charles-P.-Daly-Orden verliehen. Nach einem kurzen Aufenthalt in Khartum, wo er sich von den Strapazen seiner Expedition erholte, wurde er 1875 beauftragt gegen die Nayangbara vorzugehen, die den Elfenbeinhandel mit den Azande blockierten. Er schlug die Nayangbara vernichtend und stellte das Land unter ägyptischer Oberhoheit. Danach kehrte er nach Kairo zurück. 1877 quittierte er seinen Dienst und kehrte nach New York in die USA zurück, wo er Bürovorsteher beim Polizeigericht wurde und nebenbei Rechtswissenschaften an der Columbia University studierte. Das Studium schloss er 1880 ab. 1881 war er in Alexandria an den internationalen Gerichtshöfen tätig. 1882 wurde Chaillé-Long geschäftsführender Konsul in Alexandria und wurde so Zeuge des Massakers vom 11. Juni 1882 und der britischen Bombardierung im darauf folgenden Monat (→Urabi-Aufstand). Im Oktober 1882 verließ er Alexandria und lebte in Paris. Von 1887 bis 1889 war er Generalkonsul in Korea und leitete in dieser Zeit eine wissenschaftliche Expedition nach Jeju-do.

## Werke
- Uganda and the White Nile. In: Journal of the American Geographical Society of New York, Vol. VIII (1876): 283–304. JSTOR:196390
- Central Africa: Naked Truths of Naked People. An Account of Expeditions to the Lake Victoria Nyanza and the Makraka Niam-Niam, West of the Bahr-El-Abiad (White Nile). Harper & Brothers, New York 1877. Digitalisat
- Egypt, Africa and Africans: Address Delivered Before the American Geographical Society of New York, at Chickering Hall, on the Evening of the 28th of May, 1878, the President, Chief-Justice Daly, Presiding. New York 1878.
- The  Three  Prophets:  Chinese  Gordon,  Mohammed  Amed  (El  Mahdi),  Arabi Pasha. New York: D. Appleton & Co., 1884. Digitalisat
- Send Back the Obelisk!. In:  The North American Review Vol. 143, No. 359 (Oct., 1886), pp. 410-413. JSTOR:25101121
- Colonel  Chaillé-Long  on  the  Juba. In: Bulletin  of the  American  Geographical Society of New York, Vol. XIX (1887): 194–198. JSTOR:196730
- Heroes to Order. In:  The North American Review Vol. 144, No. 366 (May, 1887), pp. 507-513. JSTOR:25101226
- From Corea to Quelpaert Island: In the Footprints of Kublai Khan. In:  Journal of the American Geographical Society of New York Vol. 22 (1890), pp. 218-266. JSTOR:196630
- L’Égypte et ses provinces perdues. Paris: Librairie de la Nouvelle Revue, 1892.
- La Corée ou Tchösen (la terre du calme matinal). Paris: E. Leroux, 1894. Enthalten in: Deux voyages en Corée. Paris: Éditions Kailash, 1994, ISBN 978-2909052502. Digitalisat
- My Life in Four Continents. 2 Bände. London: Hutchinson & Co., 1902.
- The Uganda Protectorate and the Nile Quest. In:  Bulletin of the American Geographical Society Vol. 36, No. 1 (1904), pp. 52-54. JSTOR:197612
- Chaille-Long's Work on the Nile. In: Bulletin  of the  American  Geographical  Society  of New York, Vol. XXXIX (1904): 346–353. JSTOR:198887
- Correspondence: The Part of the Nile Which Colonel Chaille-Long Discovered. In:  Bulletin of the American Geographical Society Vol. 41, No. 4 (1909), pp. 222-224. JSTOR:199408